# Тойфельсбах (приток Лица)
Тойфельсбах (нем. Teufelsbach) — горный ручей на западе Австрии, течёт по территории округа Блуденц в федеральной земле Форарльберг. Левый приток нижнего течения реки Лиц.
Длина ручья составляет 4 км.
Тойфельсбах вытекает из небольшого высокогорного озера Херцзе на высоте 2216 м над уровнем моря в горах Фервальгруппе на востоке коммуны Шрунс. В верхнем течении на высоте 2086 м над уровнем моря пересекает озеро Шварцзе. В нижней половине течёт в пределах коммуны Зильберталь, преимущественно на северо-восток. У впадения в Лиц образует водопад.